# قائمة الأنهار الرئيسية في الهند
تلعب الأنهار في الهند دورًا مهمًا في حياة شعبها. إنها توفر المياه الصالحة للشرب، والنقل الرخيص، والكهرباء ، وسبل العيش لكثير من الناس في جميع أنحاء البلاد. وهذا يفسر بسهولة سبب وقوع جميع المدن الكبرى في الهند تقريبًا على ضفاف الأنهار. تلعب الأنهار أيضًا دورًا مهمًا في الديانة الهندوسية ويعتبرها العديد من الهندوس في البلاد مقدسة .
تشكل سبعة أنهار رئيسية مع روافدها العديدة نظام الأنهار في الهند. ويصب أكبر نظام حوضي مياهه في خليج البنغال ؛ إلا أن بعض الأنهار التي تأخذ مجراها عبر الجزء الغربي من البلاد وباتجاه الشرق من ولاية هيماشال براديش تصب في بحر العرب . أجزاء من لاداخ ، والأجزاء الشمالية من سلسلة أرافالي والأجزاء القاحلة من صحراء ثار بها تصريف داخلي.
تنبع جميع الأنهار الرئيسية في الهند من أحد مستجمعات المياه الرئيسية التالية:
1. سلسلة جبال أرافالي  [لغات أخرى]‏
2. سلاسل جبال الهيمالايا وكاراكورام
3. ساهيادري أو غاتس الغربية في غرب الهند
4. سلاسل جبال فينديا و ساتبورا وهضبة شوتاناجبور في وسط الهند

تنقسم الأنهار الجليدية في جبال الهيمالايا في شبه القارة الهندية بشكل عام إلى ثلاثة أحواض أنهار، وهي نهر السند والغانج وبراهمابوترا. يحتوي حوض السند على أكبر عدد من الأنهار الجليدية (٣٥٠٠)، في حين يحتوي حوض الغانج على حوالي (٦٦٠) و حوض براهمابوترا على حوالي (١٠٠٠) نهر جليدي.  نهر الغانج هو أكبر نظام نهري في الهند. ومع ذلك، هذه الأنهار ليست سوى ثلاثة من بين العديد من الأنهار. ومن الأمثلة الأخرى نارمادا، وتاباثي، وجودافاري.